# Stratton Hall
Stratton Hall est une paroisse civile du Suffolk, en Angleterre.